# Ian Murray (biskup)
Ian Murray (ur. 15 grudnia 1932 w Lennoxtown, zm. 22 stycznia 2016 w Edynburgu) – brytyjski duchowny rzymskokatolicki, biskup diecezjalny Argyll and the Isles w latach 1999–2008.

## Życiorys
Święcenia kapłańskie przyjął 17 marca 1956 w archidiecezji Saint Andrews i Edynburga. 3 listopada 1999 papież Jan Paweł II mianował go ordynariuszem diecezji Argyll and the Isles. Sakry udzielił mu 7 grudnia 1999 Keith O’Brien, arcybiskup metropolita Saint Andrews i Edynburga, późniejszy kardynał. W grudniu 2007 osiągnął biskupi wiek emerytalny (75 lat) i zgodnie z prawem kanonicznym przedłożył papieżowi swoją rezygnację, która została przyjęta z dniem 16 października 2008. Od tego czasu aż do śmierci pozostawał biskupem seniorem diecezji.